# Meandrina danae
Espèce
Meandrina danae est une espèce de coraux appartenant à la famille des Meandrinidae.